# Сейлем (Арканзас)
Сейлем (англ. Salem, Arkansas) — город, расположенный в округе Фултон (штат Арканзас, США) с населением в 1591 человек по статистическим данным переписи 2000 года.

## География
По данным Бюро переписи населения США город Сейлем имеет общую площадь в 6,99 квадратных километров, водных ресурсов в черте населённого пункта не имеется.
Город Сейлем расположен на высоте 202 метра над уровнем моря.

## Климат
Климат в Сейлема умеренный с обычно мягкой зимой. Наибольшее количеством осадков выпадает в мае месяце (до 130 миллиметров), среднегодовой показатель посадков составляет 1100 миллиметров. Средний минимум температуры — 10,56 градусов по шкале Цельсия, средний максимум — 21,67 градусов. Средняя влажность воздуха в полдень в городе составляет 79 процентов.

## Демография
По данным переписи населения 2000 года в Сейлеме проживал 1591 человек, 412 семей, насчитывалось 679 домашних хозяйств и 781 жилой дом. Средняя плотность населения составляла около 226,4 человек на один квадратный километр. Расовый состав Сейлема по данным переписи распределился следующим образом: 97,42 % белых, 0,31 % — чёрных или афроамериканцев, 0,31 % — коренных американцев, 0,31 % — азиатов, 1,63 % — представителей смешанных рас.
Испаноговорящие составили 0,50 % от всех жителей города.
Из 679 домашних хозяйств в 27,1 % — воспитывали детей в возрасте до 18 лет, 46,4 % представляли собой совместно проживающие супружеские пары, в 11,8 % семей женщины проживали без мужей, 39,3 % не имели семей. 37,0 % от общего числа семей на момент переписи жили самостоятельно, при этом 21,8 % составили одинокие пожилые люди в возрасте 65 лет и старше. Средний размер домашнего хозяйства составил 2,22 человек, а средний размер семьи — 2,92 человек.
Население города по возрастному диапазону по данным переписи 2000 года распределилось следующим образом: 23,4 % — жители младше 18 лет, 7,9 % — между 18 и 24 годами, 23,6 % — от 25 до 44 лет, 19,2 % — от 45 до 64 лет и 26,0 % — в возрасте 65 лет и старше. Средний возраст жителей составил 41 год. На каждые 100 женщин в Сейлеме приходилось 81,4 мужчин, при этом на каждые сто женщин 18 лет и старше приходилось 73,6 мужчин также старше 18 лет.
Средний доход на одно домашнее хозяйство в городе составил 20 714 долларов США, а средний доход на одну семью — 28 359 долларов. При этом мужчины имели средний доход в 22 368 долларов США в год против 17 356 долларов среднегодового дохода у женщин. Доход на душу населения в городе составил 12 891 доллар в год. 17,8 % от всего числа семей в округе и 21,8 % от всей численности населения находилось на момент переписи населения за чертой бедности, при этом 27,7 % из них были моложе 18 лет и 20,8 % — в возрасте 65 лет и старше.

## Туристический отдых
В расположенной в окрестностях Сейлема реке Саутфок-Ривер водится многочисленная популяция малоротого окуня. На самой реке организован досуг для отдыхающих в виде кемпингов, пунктов проката лодок и других услуг, что вкупе с живописными пейзажами и рыбалкой делает отдых на Саутфок-Ривер довольно популярным среди местных и иногородних туристов. Неподалёку от Сейлема протекают реки Уайт-Ривер (известная большими радугами и водящейся здесь коричневой форели), Спринг-Ривер и Стробери-Ривер. В двух последних водоёмах водится множество радужной форели, судак, лещ и малоротый окунь. На всех реках работают компании, предоставляющие услуги по прокату лодок и каноэ, они же при необходимости обеспечивают туристов проводниками.
В нескольких минутах езды на автомобиле от города находится озеро Норфок, на побережье которого туристам также оказываются услуги по организации катания на водных лыжах, плавания, рыбалки, гребли на каноэ и другие.